# Körperbild
Das Körperbild (englisch body image) ist die Vorstellung vom eigenen Körper. Es ist der Teil des Körpererlebens, der formales Wissen, Phantasien, Gedanken, Repräsentationen, Einstellungen, Bewertungen und Bedeutungszuschreibungen den Körper betreffend beinhaltet. Das Körperbild ist eng verbunden mit dem Selbstbild, welches die Vorstellungen über die eigene Person enthält.

## Definitorische Abgrenzung
Der Begriff des „Körperbildes“ wurde im Jahre 1935 vom österreichisch-amerikanischen Psychiater und Psychoanalytiker Paul Schilder geprägt.
Die auf das subjektive Erleben des Körpers bezogene phänomenologische Forschung war bis in das frühe 21. Jahrhundert gekennzeichnet von einer unscharf definierten Terminologie und methodischen Mängeln. Insbesondere der Begriff „Körperbild“ wurde in sehr unterschiedlicher Form in der Fachliteratur zur Beschreibung einer Vielzahl von leibbezogenen Phänomene eingesetzt – teilweise als Oberbegriff, aber auch in der Beschreibung unterschiedlicher Teilaspekte der Leiberfahrung. Hieraus ergaben sich erhebliche Probleme in der definitorischen Abgrenzung zu anderen gebräuchlichen Fachbegriffen, weshalb für den deutschen Sprachraum Anfang der 2000er ein Konsensuspapier zur terminologische Einordnung der verschiedenen Teilaspekte des Körpererlebens erarbeitet wurde.
Unter dem Begriff Körperbild wurden dabei die kognitiv bestimmten, den Körper betreffenden mehrdimensionalen Erfahrungs- und Bewertungsaspekte zusammengefasst. Diese Aspekte sind abhängig von sozialen sowie kulturellen Einflüssen und vornehmlich über zwischenmenschliche und biographische Faktoren zu erfassen. Für den Aspekt der Einstellungen und Bewertungen ist außerdem der jeweilige kulturelle Kontext mit den spezifischen körperbezogenen sozialen Umgangsformen
und normativen Determinanten wesentlich. Anders als es bspw. seitens der psychodynamischen Theorie gesehen wird, ist das Körperbild somit mehr als ein bloßes ‚Imago des Körpers‘ bzw. ‚phantasmatische Repräsentation‘, sondern das Ergebnis aller kognitiv-evaluativen Einflüsse auf das Gesamtkörpererleben.

## Aktuelle Forschung
Aus der Sicht eines kognitiv verhaltenstherapeutischen Ansatzes setzt sich nach S. Vocks und T. Legenbauer (2018) das Körperbild aus vier Komponenten zusammen: 
- eine perzeptive Komponente, sie beschreibt die Wahrnehmung, wie der eigene Körper gesehen wird;
- eine emotionale Komponente, sie beinhaltet, wie sich der Mensch im eigenen Körper fühlt;
- eine kognitive Komponente, sie umfasst das Denken über den eigenen Körper;
- eine behaviorale Komponente, sie betrachtet die Verhaltensweisen, die mit dem Körper in Zusammenhang stehen.